# Liste der Monuments historiques in Blondefontaine
Die Liste der Monuments historiques in Blondefontaine führt die Monuments historiques in der französischen Gemeinde Blondefontaine auf.

## Liste der Immobilien
| Bezeichnung      | Beschreibung                                                            | Standort                         | Kennzeichnung | Schutzstatus   | Datum | Bild           |
| ---------------- | ----------------------------------------------------------------------- | -------------------------------- | ------------- | -------------- | ----- | -------------- |
| Kirche St-Martin | zwischen 1782 und 1788 erbaut; einschließlich der Stützmauer zur Straße | Rue de la Grande Fontaine (Lage) | PA00102120    | Classé Inscrit | 1992  | weitere Bilder |

## Liste der Objekte
| Bezeichnung                                        | Beschreibung                                                          | Standort                       | Kennzeichnung | Schutzstatus | Datum | Bild |
| -------------------------------------------------- | --------------------------------------------------------------------- | ------------------------------ | ------------- | ------------ | ----- | ---- |
| Skulptur Heilige Barbara                           | Holz, farbig gefasst, 18. Jahrhundert                                 | in der Kirche St-Martin (Lage) | PM70002074    | Inscrit      | 1974  |      |
| Skulptur Unterweisung Mariens                      | Holz, farbig gefasst, 16. Jahrhundert                                 | in der Kirche St-Martin (Lage) | PM70002075    | Inscrit      | 1980  |      |
| Skulptur Heiliger Isidor                           | Holz, 18. Jahrhundert                                                 | in der Kirche St-Martin (Lage) | PM70000120    | Classé       | 1970  |      |
| Skulptur Heiliger Vinzenz                          | Holz, farbig gefasst, 17. Jahrhundert                                 | in der Kirche St-Martin (Lage) | PM70000121    | Classé       | 1970  |      |
| Skulptur Heiliger Antonius der Große               | Holz, farbig gefasst, 16. oder 17. Jahrhundert                        | in der Kirche St-Martin (Lage) | PM70000122    | Classé       | 1970  |      |
| Skulptur Heiliger Nikolaus                         | mit Nische; Holz, 18. Jahrhundert                                     | in der Kirche St-Martin (Lage) | PM70000123    | Classé       | 1970  |      |
| Skulpturengruppe Mantelteilung des heiligen Martin | Holz, farbig gefasst, 18. Jahrhundert                                 | in der Kirche St-Martin (Lage) | PM70000124    | Classé       | 1970  |      |
| Kommunionbank                                      | Schmiedeeisen, 18. Jahrhundert                                        | in der Kirche St-Martin (Lage) | PM70000125    | Classé       | 1970  |      |
| Ziborium                                           | Silber, 18. Jahrhundert; Goldschmied Pierre-François Grandguillaume   | in der Kirche St-Martin (Lage) | PM70002112    | Inscrit      | 2005  |      |
| Monstranz                                          | Silber, zwischen 1819 und 1838, Goldschmied Charles-Denis-Noël Martin | in der Kirche St-Martin (Lage) | PM70002113    | Inscrit      | 2005  |      |
| Kruzifix                                           | Holz, farbig gefasst und vergoldet, 18. Jahrhundert                   | in der Kirche St-Martin (Lage) | PM70002114    | Inscrit      | 2005  |      |
| Skulptur Maria Immaculata                          | Holz, farbig gefasst und vergoldet, 19. Jahrhundert                   | in der Kirche St-Martin (Lage) | PM70002115    | Inscrit      | 2005  |      |